# Héctor Ortíz (arbitre)
Héctor Ortíz Ramírez, né le 5 avril 1933 à Encarnación, est un ancien arbitre paraguayen de football. Il débuta en 1965, fut arbitre international de 1967 à 1982.

## Carrière
Il a officié dans des compétitions majeures : 
- Copa América 1975 (1 match)
- Coupe du monde de football des moins de 20 ans 1979 (1 match)
- Coupe du monde de football de 1982 (1 match)
- Copa América 1983 (finale aller)